# Titus Gârbea
Titus Gârbea, romunski general, * 1893, † 1998.